# Xanthorhoe phyxelia
Xanthorhoe phyxelia là một loài bướm đêm trong họ Geometridae.